# Irgendwo in Europa
Irgendwo in Europa ist ein vielfach ausgezeichneter und ob seiner humanistischen Botschaft von Völkerfrieden und -verständigung von der Kritik gefeierter, ungarischer Spielfilm aus dem Jahre 1947 mit dem sich der Regisseur Géza von Radványi internationales Renommee erwarb.

## Handlung
Östliches Europa, in den ersten Monaten nach Ende des Zweiten Weltkriegs 1945. Die Städte sind zerstört, die Landschaften verwüstet. Zerlumpte und ausgelaugte, innerlich wie äußerlich graue Menschen bestimmen das Bild. Nur den heimat- und elternlos gewordenen Kindern geht es noch schlimmer, denn sie sind all des Schutzes verlustig geworden, der ihnen einst ihre Versorgung und Erziehung gewährleistet hatte: die Eltern. Heimat besitzen sie oft nicht mehr, ebenso wenig anständige Kleidung. An einem mangelt es ihnen aber am meisten: An Nahrung, aber auch an Fürsorge, menschliche Wärme und Liebe. Und so streifen diese Heranwachsenden wie verwilderte, hungrige Wölfe, plündernd und raubend und, wenn es sein muss, sogar mordend durch die Gegend, immer auf der Suche nach etwas, das ihnen das Überleben am nächsten Tag sichert. Dies ist der Ausgangspunkt von Irgendwo in Europa.
Mehrere von diesen streunenden Kindern haben sich in dieser Geschichte zu einer Bande zusammengeschlossen, um in den Trümmern der ersten Nachkriegsmonate etwas zu essen und eine sichere und regenfeste Bleibe zu finden. Es ist ein beinharter, animalischer Überlebenskampf, ohne Regeln, außer dass man nach dem Darwinschen Gesetz handelt: nur die Stärksten überleben. Kontrastiert werden diese Bilder eines vermeintlichen, äußeren Friedens von retrospektiven Originalaufnahmen aus der Zeit des Zweiten Weltkriegs, die hineingeschnitten werden: Kampfflugzeuge, marschierendes Soldaten, Stiefelgetrampel. Schließlich kommt es sogar zu einem Mord an einem völlig unschuldigen Lkw-Fahrer. Die verwahrlosten, verschmutzten Jugendlichen erreichen eines Tages auf ihrer Wanderung durch das Land eine halbverfallene Burg. Diese scheint ein idealer Platz zu sein, um für Obdach zu finden. In diesem einst prunkvollen Herrenhaus hat ein schon recht betagter Mann, ein intellektueller Musiker, Unterschlupf gefunden. Anfänglich wird er von den Kindern wie gewohnt als Beute, als Gefangener angesehen und behandelt, in der Hoffnung, irgendetwas aus ihm herausholen zu können. Die Jugendlichen fesseln ihn, einer legt sogar einen Strick um den Hals des alten Mannes. Ehe es zum Äußersten kommen kann, erscheint der Älteste und Anführer der Jugendgang und ohrfeigt und herrscht denjenigen Jungen an, der den Alten nur so zum Spaß aufknüpfen wollte.
Nach der faschistischen Barbarei wirkt dieser Musiker, der Dirigent, Komponist und Pianist Peter Simon, wie das idealsozialistische Konzept des zukünftigen Menschen: Ein Humanist mit klarem Geist. Der Alte nimmt sich der Heimatlosen an und konditioniert die Jungs und Mädchen, die jede zivilisatorische Norm vergessen zu haben scheinen, völlig neu. Er gibt ihnen Zuwendung und Wärme, Vertrauen und Kultur. Als er am Klavier die Marseillaise anstimmt, ist dies mehr als nur ein Musikstück zur Unterhaltung, vielmehr vermittelt der Musiker dadurch seine Botschaft, dass fortan die Werte der Französischen Revolution von Freiheit, Gleichheit und Brüderlichkeit auch hierzulande gelten mögen. Peter Simon prägt auch die politische Entwicklung der Kinder. Sie beginnen angesichts seiner väterlichen Güte ihn bald als ihren (geistig-moralischen) Anführer anzuerkennen. Seine humanistische Erziehungsbotschaft ist, so insinuiert der Film, zugleich auch eine zutiefst sozialistische; der Gegner jedoch ist das ancien régime, das zum Zeitpunkt der Dreharbeiten noch die alten (= unsozialistischen) Restbestände der Übergangszeit vom Horthy-System zum Sozialismus verkörperte, und die Polizeikräfte, die wie Bluthunde nach den streunenden Kindern fahndet. Drei der Kinder werden schließlich von Polizisten gefasst und beim Verhör misshandelt. Die anderen Jungs verlassen die Burg vorübergehend, um ihre Bandenmitglieder wieder zu befreien. Wieder zurück in der Ruine, wird das alte Gemäuer befestigt und sturmfest gemacht. Es kommt zum Kampf mit der Staatsmacht, bei dem der kleine Kuksi schwer verletzt wird. Damit sich ein Arzt um ihn kümmern kann, willigt der Rest der Bande ein, sich der Staatsmacht zu ergeben. Trotz alledem erliegt Kuksi seinen Verletzungen, und die Kinderbande wird vor Gericht gestellt. Der Richter aber stellt in seinem Urteil fest, dass nicht die Kinder schuldig geworden sind, sondern die Erwachsenen, die die herrschenden Umstände zu verantworten hätten. Es kommt zum Freispruch, und die Jungs und Mädchen kehren in die Burgruine, die ihnen eine neue Heimat und eine Chance, für ein besseres Leben geworden ist, zurück.

## Produktionsnotizen
Irgendwo in Europa, viele Jahre lang die bedeutendste Kinoproduktion Ungarns der frühen Nachkriegszeit, entstand über mehrere Monate hinweg in den Jahren 1946 und 1947 und wurde am Neujahrstag des darauf folgenden Jahres uraufgeführt. In Österreich lief der Streifen am 19. November 1948 an. Ab dem 14. September 1951 konnte man Irgendwo in Europa endlich auch in Deutschland sehen. Lange Zeit hatten deutsche Verleihfirmen kein Interesse an dem ebenso düsteren wie hochdramatischen Stoff gezeigt. Erst der kleine Flensburger Nordmark-Verleih zeigte sich bereit, Irgendwo in Europa herauszubringen. Der Film lief anschließend zumeist in Nachtvorstellungen ausgewählter Kinos. Die deutsche Fernseherstausstrahlung des Streifens erfolgte am 20. Mai 1957 in der ARD.

## Historischer Hintergrund und Entstehungsgeschichte
Dieser Film basiert ursächlich auf Erfahrungen, die Géza von Radványi 1945 selbst gemacht hatte. Rotarmisten hatten ihn bei der Eroberung von Budapest aus seinem Versteck in einem Kellerloch gezerrt und ihn während seiner Deportationen auf einem sechswöchigen Hungermarsch kreuz und quer durch das besetzte und zerstörte Ungarn getrieben. Etwa 500 Kilometer von Budapest entfernt ließ man ihn laufen. Auf dem Rückweg schloss er sich einer streunenden Kinderbande an und erlebte hautnah deren von Hunger und Elend bestimmten Nöte. Dabei wurde gestohlen und sogar gemordet. „Sie dachten sich nicht einmal etwas dabei, bestimmt nichts Böses. Sie waren Engel oder Teufel, wie man will“.
In Budapest angekommen, setzte sich Radványi mit dem aus dem sowjetischen Exil heimgekehrten Schriftsteller Béla Balázs und zwei weiteren Jungautoren zusammen und verfasste die Geschichte rund um eine Gruppe verwahrloster, hungernder und – titelgemäß – irgendwo in Europa umherstreunender Kinder. Anschließend besuchte er die mittlerweile landesweit errichteten Kinderreservate und verpflichtete 1946 für die anstehende Produktion 27 Filmkinder.

## Rezeption und Reaktion
Irgendwo in Europa, stark beeinflusst vom italienischen Film-Neorealismus eines Roberto Rossellini und eines Vittorio de Sica, war als Teil einer humanistischen Filmtrilogie geplant. 1949 folgte als zweiter Teil die italienische Produktion „Frauen ohne Namen“, mit der Radványi „ein weiteres Mal für Menschlichkeit und Versöhnung aufrief“, und 1951 sollte mit „Gelobte Länder“ der (u. a. in Deutschland und Argentinien zu drehende) dritte und letzte Teil folgen. Dazu kam es jedoch nicht mehr. Radványi war in diesem Jahr lediglich an dem Drehbuch zu dem eine völkerversöhnende Botschaft verbreitenden, deutschen Dokumentarkurzfilm „Europa ruft uns“ beteiligt.
Irgendwo in Europa wurde, trotz dem längst ausgebrochenen Zeitalter des Kalten Krieges, in Ost und West gleichermaßen gezeigt: in Galavorstellungen in der Pariser Grand Opéra und dem UNO-Hauptquartier in Flushing Meadows ebenso wie in Budapest und Moskau, wie Der Spiegel in seiner Ausgabe vom 14. November 1951 schrieb. Infolge des gewaltigen künstlerischen wie kommerziellen Erfolges – die Kosten lagen bei grob geschätzt rund 100.000 $ während der Streifen weit über eine Million US-Dollar einspielte – wurden laut „Spiegel“-Angaben rund 14.000 Artikel über Radványi inklusive Interviews mit dem Regisseur veröffentlicht. Nachdem durch UNO-Protektion Irgendwo in Europa auch in Japan gelaufen war, lud man den Ungarn nach Tokio ein, um dort eine ähnlich gelagerte Geschichte über die japanischen Kinder unter den Kriegsopfern zu drehen. Zu der Umsetzung dieses Filmprojekts kam es jedoch nicht. „Für die Japaner sollte Radvanyi die Rückkehr der überlebenden, teils verkrüppelten, teils verwaisten Kinder in die wieder freigegebene Ruinenstadt filmen.“
Auf dem Internationalen Filmfestival von Locarno 1948 war die Produktion für die Kategorien „Bester Film“ und „Beste Regie“ nominiert.
Rückblickend erklärte der Regisseur bezüglich seiner professionellen Einstellung zu diesem Thema gegenüber der Zeit:
„Im Grunde bin ich der ewige Reporter geblieben, meine Aufgabe ist es, das darzustellen, was ich beobachte und sehe. Ich glaube an die Zukunft der nächsten Generation und darum steht im Mittelpunkt meiner Filme auch immer das Kind. Die Menschen sind nicht böse, sondern nur zu faul, um gut zu sein. (…) Ich glaube nicht an festgelegte Stile. Jedes Sujet bedingt seinen eigenen Stil, in dem es ausgeführt werden muß. Für mich bedeutet das, die Welt unter die Lupe zu nehmen, ihr Bild zu vergrößern und das Wichtigste zu zeigen. Man muß dabei so nahe an der Wahrheit bleiben, wie nur menschenmöglich.“
Die ungarischen Filmemacher und Filmkritiker wählten im Jahre 2000 Irgendwo in Europa zu den besten zwölf Filmen der ungarischen Kinogeschichte.

## Kritiken
Der Film rief weltweit ein gewaltiges Medienecho hervor. Die internationale Kritik reagierte auf diesen ersten großen ungarischen Nachkriegsfilm geradezu enthusiastisch. Nachfolgend eine kleine Auswahl:

„Die Geschichte, die sich begibt, fügt sich aus den rauchenden Trümmern des Krieges, aus etlichen über die Landstraße wankenden und aus Bombenkratern kletternden Gestalten mit einer unheimlichen Zwangsläufigkeit nahtlos aneinander. Dabei hat kein Drehbuchautor mit »Psychologie« und ähnlichen Finessen ein »Szenarium« zusammengebastelt, sondern es ist, als hätte sich »in jenen Tagen« eine Kamera vermenschlicht und wäre mit diesen Hungerfiguren und reißenden Wölfen in Gestalt von Kindern und Halbwüchsigen einfach mitgelaufen, irgendwohin, ins Nichts, aufs Geratewohl. (...) Radvanyi hat diesen Film gedreht, weil ihn eine Horde jugendlicher Vagabunden am Wegrand aufgelesen und gerettet hat, anstatt ihn, den Fieberkranken, auszurauben. Er hat ihn mit »echten« Kindern und alltäglichen Menschen und nur wenigen, ganz im Ensemble aufgehenden Schauspielern besetzt. Sein »kleiner Held« ist der Sohn seiner Reinmachefrau. So ist dieser Wurf gelungen: der wahrscheinlich erfolgreichste, jedenfalls der mit den meisten internationalen Preisen ausgezeichnete Film der Gegenwart, den sogar die UNO ihres Protektorats für würdig befunden hat, in einem – wie man mit Erstaunen hört – einstimmigen Beschluß.“

Reclams Filmführer urteilte: „Der Film ist überzeugend in all den Teilen, die die Welt der Kinder zeigen und die sich auf einen nüchternen Reportagestil beschränken. Eindrucksvoll ist besonders der Anfang, wenn in einer stummen Montage aus zerstörten Häusern, aus Kellerlöchern und den Trümmern eines Vernichtungstransportes die Kinder hervorkriechen und sich zusammenfinden. Ihre ‚Vergangenheitslosigkeit‘ ist eines der Kunstmittel des Films. Weniger überzeugend ist die Welt der Erwachsenen geraten. Die Gestalt des Komponisten z. B. ist allzu naiv allegorisch gezeichnet, und das Leben in der Burg symbolisiert einen recht romantischen Freiheitsbegriff.“
„Géza Radványi inszenierte ohne Betulichkeit oder Beschönigung, fast im dokumentarischen Stil, mit Bildern, die vom italienischen Neorealismus geprägt sind, wie eine Gruppe von Kindern und Jugendlichen versucht, die übermächtigen Probleme zu bewältigen. Er macht deutlich, dass es möglich ist, eine scheinbar verlorene Kindlichkeit hervorzuholen und schildert, wie unter extremer Not Solidarität entsteht. Die visuelle Umsetzung ist dabei nie Mittel zum Effekt. Die anfänglichen Stationen des Elends werden umgewandelt und dienen der Hauptaussage des Films: Hoffnung. Dies wird vor allem an der Figur des Musikers Simon deutlich, der an der Veränderung der Kinder großen Anteil hat.“
Im Lexikon des Internationalen Films steht geschrieben: „Teils in nüchternem realistischem Stil, teils mit Gefühl und pazifistischem Pathos zeigt das menschlich anrührende Dokument der unmittelbaren Nachkriegszeit die Situation einer verlorenen Generation auf. Zudem schwingt die Hoffnung in dieser historischen Situation mit, eine europäische Einigung werde Ost und West zueinander führen.“
Buchers Enzyklopädie des Films resümierte: „Nach dem kriegsbedingte Zusammenbruch der Filmindustrie brachte Radványis Film dem ungarischen Kino wieder das nötige internationale Prestige. Sein Porträt einer Bande von räuberischen und bettelnden Waisen, die in einem von einem Dirigenten bewohnten Schloß Zuflucht suchen, stellt die Frage nach der möglichen Lebensqualität der Nachkriegsgeneration (…) Der Film, an dessen Drehbuch der aus dem Exil zurückgekehrte Béla Balázs mitwirkte, zeigt neorealistische Einflüsse, aus denen sich in den 50er Jahren der für den ungarischen Film kennzeichnende halb lyrische, halb realistische Stil entwickelte.“
In Das große Personenlexikon des Films ist in Radványis Biografie zu lesen: „1945 lernte Radvanyi den aus dem Exil nach Ungarn heimgekehrten Filmtheoretiker Béla Balázs kennen, der ihn dazu anregte, einen Film über die durch den Krieg heimatlos gewordene und geistig wie emotional verwilderte Jugend Europas zu drehen. Das Werk, "Irgendwo in Europa", geriet zu einem vom italienischen Neorealismus geprägten, sozialkritischen, einfühlsamen und in einem fast dokumentarischen Stil gehaltenen Stimmungs- und Zeitbild – trotz einer nicht zu verleugnenden Sentimentalität zugleich ein Zeugnis von tief empfundenem Humanismus. Viele Jahre lang galt "Irgendwo in Europa" als einer der wichtigsten Nachkriegsfilme Ungarns.“
In 6000 Filme 1945/58 wurde konstatiert: „Erschütterndes Zeitdokument der notvollen Jahre nach dem 2. Weltkrieg – gespiegelt in einer Kinderhorde, die raubend und plündernd „irgendwo in Europa“ herumzieht – mit hoffnungsvollem, versöhnenden Ausklang. Filmisch hervorragend durchgeformt!“